# Вулиця Христо Ботева (Київ)
Ву́лиця Хри́сто Бо́тева — зникла вулиця, що існувала в Жовтневому, нині Солом'янському районі міста Києва, місцевість Відрадний. Пролягала від Далекої вулиці.

## Історія
Вулиця виникла в 50-ті роки XX століття як вулиця без назви. Назва на честь Христо Ботева, болгарського поета, учасника боротьби Болгарії за визволення від Османської імперії — з 1959 року. Ліквідована в 1980-х роках у зв'язку з частковим знесенням малоповерхової забудови.